# (33716) 1999 LF26
1999 LF26 (asteroide 33716) é um asteroide da cintura principal. Possui uma excentricidade de 0.18145070 e uma inclinação de 8.32981º.
Este asteroide foi descoberto no dia 9 de junho de 1999 por LINEAR em Socorro.